# Ringer-Weltmeisterschaften 2021
Die Ringer-Weltmeisterschaften 2021 fanden zwischen dem 2. und dem 10. Oktober in der norwegischen Hauptstadt Oslo statt. Der Austragungsort des vom internationalen Amateur-Ringer-Verband United World Wrestling (UWW) veranstalteten Turniers war die Eissporthalle Nye Jordal Amfi.
Die Weltmeisterschaften bestanden aus Wettkämpfen in jeweils zehn Gewichtsklassen in den Disziplinen Freistil der Frauen, Freistil der Männer sowie griechisch-römischer Stil der Männer.
Nachdem die Weltmeisterschaften im Vorjahr infolge der COVID-19-Pandemie nicht stattfanden und stattdessen ein Einzel-Weltcup ausgetragen wurde, wurden die Weltmeisterschaften im Jahr 2021 regulär veranstaltet. Sie fanden etwa zwei Monate nach den Ringer-Wettkämpfen bei den Olympischen Spielen in Tokio statt.

## Zeitplan
In jeder Gewichtsklasse fanden vormittags Qualifikationsrunden und Halbfinalkämpfe am Nachmittag statt. Die Finals wurden ab dem zweiten Wettkampftag täglich ab 18 Uhr ausgetragen.
| Wettkämpfe                                              | Zeitraum                |
| ------------------------------------------------------- | ----------------------- |
| Freistil-Gewichtsklassen der Männer                     | 2. bis 5. Oktober 2021  |
| Freistil-Gewichtsklassen der Frauen                     | 4. bis 7. Oktober 2021  |
| Gewichtsklassen der Männer im griechisch-römischen Stil | 7. bis 10. Oktober 2021 |

## Teilnehmer
Bei den Weltmeisterschaften 2021 traten 168 Athletinnen und 482 Athleten aus 66 Nationen an.
Einige nationale Ringerverbände entsandten keine Athletinnen und Athleten zu den Weltmeisterschaften. So nahmen beispielsweise die Kubaner – und damit auch die Tokio-Olympiasieger Mijaín López und Luis Orta – nicht an den Wettkämpfen teil.

### Deutsches Team
- Freistil Frauen[5]
  - Lisa Ersel (bis 50 kg)
  - Annika Wendle (bis 53 kg)
  - Nina Hemmer (bis 55 kg)
  - Elena Brugger (bis 57 kg)
  - Sandra Paruszewski (bis 59 kg)
  - Luisa Niemesch (bis 62 kg)
  - Eyleen Sewina (bis 65 kg)
  - Anna Schell (bis 72 kg)
  - Francy Rädelt (bis 76 kg)
- Freistil Männer[6]
  - Horst Lehr (bis 57 kg)
  - Nico Megerle (bis 61 kg)
  - Shamil Ustaev (bis 70 kg)
  - Kubilay Cakici (bis 74 kg)
  - Achmed Dudarov (bis 86 kg)
- Griechisch-römischer Stil Männer[7]
  - Fabian Schmitt (bis 55 kg)
  - Deniz Menekşe (bis 63 kg)
  - Witalis Lazovski (bis 67 kg)
  - Idris Ibaev (bis 72 kg)
  - Roland Schwarz (bis 77 kg)
  - Hannes Wagner (bis 82 kg)
  - Peter Öhler (bis 97 kg)
  - Jello Krahmer (bis 130 kg)

### Österreichisches Team
- Freistil Frauen
  - Jeannie Agnes Kessler (bis 57 kg)
- Freistil Männer
  - Gabriel Janatsch (bis 65 kg)
  - Johannes Ludescher (bis 125 kg)
- Griechisch-römischer Stil Männer
  - Christoph Burger (bis 72 kg)
  - Michael Wagner (bis 87 kg)

### Schweizer Team
- Andreas Vetsch (griechisch-römischer Stil, bis 67 kg)

Marc Dietsche, Freistilringer in der Gewichtsklasse bis 70 kg Körpergewicht, war ebenfalls vom Schweizerischen Amateurringerverband nominiert worden, nahm jedoch nicht am Wettkampf teil.

## Ergebnisse

### Männer – Freistil
| Klasse | Gold                         | Silber                 | Bronze                   |
| ------ | ---------------------------- | ---------------------- | ------------------------ |
| 57 kg  | Thomas Gilman                | Alireza Sarlak         | Horst Lehr               |
| 57 kg  | Thomas Gilman                | Alireza Sarlak         | Aryan Tsiutryn           |
| 61 kg  | Abasgadschi Magomedow (RWF)  | Daton Fix              | Arsen Harutjunjan        |
| 61 kg  | Abasgadschi Magomedow (RWF)  | Daton Fix              | Toshihiro Hasegawa       |
| 65 kg  | Sagir Schachijew (RWF)       | Amir Yazdani           | Alibek Osmonow           |
| 65 kg  | Sagir Schachijew (RWF)       | Amir Yazdani           | Tömör-Otschiryn Tulga    |
| 70 kg  | Magomedmurad Gadżijew        | Ernasar Akmatalijewdi  | Jewgeni Scherbajew       |
| 70 kg  | Magomedmurad Gadżijew        | Ernasar Akmatalijewdi  | Surabi Iakobischwili     |
| 74 kg  | Kyle Dake                    | Taimuras Salkasanow    | Fazlı Eryılmaz           |
| 74 kg  | Kyle Dake                    | Taimuras Salkasanow    | Timur Bischojew (RWF)    |
| 79 kg  | Jordan Burroughs             | Mohammad Nokhodi       | Radik Walijew (RWF)      |
| 79 kg  | Jordan Burroughs             | Mohammad Nokhodi       | Nika Kentschadse         |
| 86 kg  | Hassan Yazdani               | David Morris Taylor    | Abubakr Abakarov         |
| 86 kg  | Hassan Yazdani               | David Morris Taylor    | Artur Naifonow (RWF)     |
| 92 kg  | Kamran Ghasempour            | Magomed Kurbanow (RWF) | Osman Nurmagomedow       |
| 92 kg  | Kamran Ghasempour            | Magomed Kurbanow (RWF) | J’den Cox                |
| 97 kg  | Abdulraschid Sadulajew (RWF) | Kyle Snyder            | Mahamed Zakariiev        |
| 97 kg  | Abdulraschid Sadulajew (RWF) | Kyle Snyder            | Mojtaba Goleij           |
| 125 kg | Amir Hossein Zare            | Geno Petriaschwili     | Mönchtöriin Lchagwagerel |
| 125 kg | Amir Hossein Zare            | Geno Petriaschwili     | Taha Akgül               |

### Männer – Griechisch-römischer Stil
| Klasse | Gold                 | Silber                     | Bronze                 |
| ------ | -------------------- | -------------------------- | ---------------------- |
| 55 kg  | Ken Matsui           | Emin Seferschajew (RWF)    | Nugsari Zurzumia       |
| 55 kg  | Ken Matsui           | Emin Seferschajew (RWF)    | Eldaniz Azizli         |
| 60 kg  | Victor Ciobanu       | Dscholoman Scharschenbekow | Stepan Marjanjan (RWF) |
| 60 kg  | Victor Ciobanu       | Dscholoman Scharschenbekow | Murad Məmmədov         |
| 63 kg  | Meysam Dalkhani      | Leri Abuladse              | Kensuke Shimizu        |
| 63 kg  | Meysam Dalkhani      | Leri Abuladse              | Lenur Temirow          |
| 67 kg  | Mohammadreza Geraei  | Nasir Abdullajew (RWF)     | Ramas Soidse           |
| 67 kg  | Mohammadreza Geraei  | Nasir Abdullajew (RWF)     | Almat Kebispajew       |
| 72 kg  | Malchas Amojan       | Sergei Kutusow (RWF)       | Geworg Sahakjan        |
| 72 kg  | Malchas Amojan       | Sergei Kutusow (RWF)       | Kristupas Šleiva       |
| 77 kg  | Roman Wlassow (RWF)  | Sənan Süleymanov           | Roland Schwarz         |
| 77 kg  | Roman Wlassow (RWF)  | Sənan Süleymanov           | Mohammadali Geraei     |
| 82 kg  | Rafiq Hüseynov       | Burhan Akbudak             | Adlan Akijew (RWF)     |
| 82 kg  | Rafiq Hüseynov       | Burhan Akbudak             | Pejman Poshtam         |
| 87 kg  | Surab Datunaschwili  | Kiryl Maskewitsch          | Lascha Gobadse         |
| 87 kg  | Surab Datunaschwili  | Kiryl Maskewitsch          | Arkadiusz Kułynycz     |
| 97 kg  | Mohammad Hadi Saravi | Alex Szőke                 | Artur Sargsjan (RWF)   |
| 97 kg  | Mohammad Hadi Saravi | Alex Szőke                 | G’Angelo Hancock       |
| 130 kg | Ali Akbar Yousefi    | Surabi Gedechauri (RWF)    | Iakob Kadschaia        |
| 130 kg | Ali Akbar Yousefi    | Surabi Gedechauri (RWF)    | Oskar Marvik           |

### Frauen – Freistil
| Klasse | Gold                   | Silber                | Bronze                             |
| ------ | ---------------------- | --------------------- | ---------------------------------- |
| 50 kg  | Remina Yoshimoto       | Sarah Hildebrandt     | Otgondschargal Dolgordschaw        |
| 50 kg  | Remina Yoshimoto       | Sarah Hildebrandt     | Nadeschda Sokolowa (RWF)           |
| 53 kg  | Akari Fujinami         | Iulia Leorda          | Katarzyna Krawczyk                 |
| 53 kg  | Akari Fujinami         | Iulia Leorda          | Samantha Stewart                   |
| 55 kg  | Tsugumi Sakurai        | Nina Hemmer           | Oleksandra Chomenez                |
| 55 kg  | Tsugumi Sakurai        | Nina Hemmer           | Jenna Burkert                      |
| 57 kg  | Helen Maroulis         | Anshu Malik           | Sae Nanjō                          |
| 57 kg  | Helen Maroulis         | Anshu Malik           | Erchembajaryn Dawaatschimeg        |
| 59 kg  | Biljana Dudowa         | Akie Hanai            | Baatardschawyn Schoowdor           |
| 59 kg  | Biljana Dudowa         | Akie Hanai            | Sarita                             |
| 62 kg  | Aissuluu Tynybekowa    | Kayla Miracle         | Nonoka Ozaki                       |
| 62 kg  | Aissuluu Tynybekowa    | Kayla Miracle         | Enchbatyn Gantujaa                 |
| 65 kg  | Irina Rîngaci          | Miwa Morikawa         | Johanna Mattsson                   |
| 65 kg  | Irina Rîngaci          | Miwa Morikawa         | Forrest Molinari                   |
| 68 kg  | Meerim Dschumanasarowa | Rin Miyaji            | Tamyra Mensah-Stock                |
| 68 kg  | Meerim Dschumanasarowa | Rin Miyaji            | Chanum Elschad-kysy Welijewa (RWF) |
| 72 kg  | Masako Furuichi        | Schamila Bakbergenowa | Buse Tosun                         |
| 72 kg  | Masako Furuichi        | Schamila Bakbergenowa | Anna Schell                        |
| 76 kg  | Adeline Gray           | Epp Mäe               | Samar Amer                         |
| 76 kg  | Adeline Gray           | Epp Mäe               | Ajperi Medet Kyzy                  |

## Medaillenspiegel
| Rang  | Land                           | Gold | Silber | Bronze | Gesamt |
| ----- | ------------------------------ | ---- | ------ | ------ | ------ |
| 1     | Iran                           | 7    | 3      | 3      | 13     |
| 2     | Vereinigte Staaten             | 5    | 5      | 5      | 15     |
| 3     | Japan                          | 5    | 3      | 4      | 12     |
| 4     | Russischer Ringerverband (RWF) | 4    | 5      | 9      | 18     |
| 5     | Kirgisistan                    | 2    | 2      | 2      | 6      |
| 6     | Moldau                         | 2    | 1      | 0      | 3      |
| 7     | Aserbaidschan                  | 1    | 1      | 4      | 6      |
| 8     | Polen                          | 1    | 0      | 3      | 4      |
| 9     | Armenien                       | 1    | 0      | 1      | 2      |
| 10    | Bulgarien                      | 1    | 0      | 0      | 1      |
| 10    | Serbien                        | 1    | 0      | 0      | 1      |
| 12    | Georgien                       | 0    | 2      | 6      | 8      |
| 13    | Deutschland                    | 0    | 1      | 3      | 4      |
| 13    | Türkei                         | 0    | 1      | 3      | 4      |
| 15    | Belarus                        | 0    | 1      | 1      | 2      |
| 15    | Indien                         | 0    | 1      | 1      | 2      |
| 15    | Kasachstan                     | 0    | 1      | 1      | 2      |
| 18    | Estland                        | 0    | 1      | 0      | 1      |
| 18    | Ungarn                         | 0    | 1      | 0      | 1      |
| 18    | Slowakei                       | 0    | 1      | 0      | 1      |
| 21    | Mongolei                       | 0    | 0      | 6      | 6      |
| 22    | Ukraine                        | 0    | 0      | 3      | 3      |
| 23    | Kanada                         | 0    | 0      | 1      | 1      |
| 23    | Ägypten                        | 0    | 0      | 1      | 1      |
| 23    | Litauen                        | 0    | 0      | 1      | 1      |
| 23    | Norwegen                       | 0    | 0      | 1      | 1      |
| 23    | Schweden                       | 0    | 0      | 1      | 1      |
| Total | Total                          | 30   | 30     | 60     | 120    |